# Saiga-12
Saiga-12 là loại súng shotgun được thiết kế bởi Izhmash trong đầu những năm 1990. Đây là loại shotgun bán tự động sử dụng thiết kế của dòng súng trường tấn công Kalashnikov. Tất cả các mẫu của loại súng này đều có cấu tạo giống với khẩu AK với hệ thống trích khí dài cùng thoi nạp đạn xoay với hai móc lớn cũng như sử dụng hộp đạn rời. Loại súng này được sử dụng rất nhiều để tự vệ hoặc trong các lực lượng gìn giữ trật tự cũng như rất nhiều lực lượng thi hành công vụ tại Nga. Ngoài ra loại súng này còn được dùng để xuất khẩu sang các nước khác.
Mặc dù Saiga-12 chỉ có mẫu bán tự động khi mua bán trên thị trường vì mục đích chủ yếu của nó là thể thao, săn bắn hoặc tự vệ. Nhưng nếu nhà sản xuất nhận được yêu cầu đặc biệt để cung cấp cho quân đội hay yêu cầu thêm từ những lực lượng khác thì nó sẽ được thêm tính năng bắn tự động. Với mẫu này súng sẽ được tích hợp thêm hệ thống chống giật để giảm độ giật của súng khi bắn tự động, với thiết kế phát triển từ AK nên nó cũng rất đáng tin cậy khi sử dụng ở chế độ này và tốc độ bắn là khoảng 600 viên/phút. Ngoài ra Izhmash cũng chế tạo một bộ công cụ cùng hướng dẫn để chỉnh sửa những khẩu Saiga-12 bán tự động trở thành tự động nhưng bộ công cụ này chỉ được bán cho những ai đặt hàng và đã xét đủ tiêu chuẩn để sở hữu loại vũ khí tự động này.

## Thiết kế
Saiga-12 được thiết kế dựa trên khẩu AK-47 nên hầu hết thiết kế hoạt động của nó giống với AK với cơ chế nạp đạn bằng khí nén và thoi nạp đạn xoay. Nhưng cũng có các khác biệt trong thiết kế như tay cầm và thoi nạp đạn lớn hơn để thích hợp với việc sử dụng loại đạn lớn, hệ thống nạp đạn cũng khác đôi chút do đạn shotgun là loại đạn có vành. Hệ thống nhắm điểm ruồi cơ bản của AK được thay bằng hệ thống nhắm dành cho shotgun. Bộ phận dùng để gắn hệ thống nhắm điểm đỏ hay những hệ thống nhắm khác cũng được lắp trên khẩu súng.
Saiga-12 sử dụng hệ thống trích khí với hai chế độ trích khác nhau vì các loại đạn shotgun vốn có nhiều loại khác nhau. Các loại đạn đặc sẽ tạo ra độ giật rất lớn nếu không có chế độ trích khí và chống giật thích hợp nhưng các loại đạn chùm hay pháo sáng thường tạo ra độ giật ít hơn nhiều nên nếu sử dụng chế độ nạp đạn của các loại đạn đặc nó sẽ không thể lên đạn vì quá yếu nên khi sử dụng người sử dụng sẽ điều chỉnh chế độ cho phù hợp với loại đạn đang sử dụng. Đầu nòng súng cũng được khắc rãnh xoắn ốc để có thể gắn các loại ống bóp độ tản mác của đạn chùm.

## Các mẫu
- Saiga-12: Mẫu shotgun bán tự động, cơ bản dùng để săn bắn và thể thao có tay cầm và báng súng cố định làm bằng gỗ hay nhựa tổng hợp. Với nòng dài 580 mm hay 680 mm.
- Saiga-12S: Mẫu sử dụng báng súng gấp để tiết kiệm không gian khi chưa cần thiết lúc vận chuyển. Với nòng dài 580 mm hay 680 mm.
- Saiga-12K: Mẫu nòng ngắn có tích hợp thêm bộ phận chống giật ở nòng súng. Với chiều dài nòng là 430 mm.
- Saiga-12S-EXP-01: Mẫu dùng để xuất khẩu của Saiga-12K nó không có hệ thống khóa cố định cò súng khi ở chế độ an toàn nhưng có thanh răng để gắn các hệ thống nhắm theo tiêu chuẩn phương Tây.

Ngoài loại đạn 12 gauge thì Saiga còn các biến thể bắn loại đạn 20 gauge và .410 với tên là Saiga-20 và Saiga.410. Mỗi biến thể cũng có 3 phiên bản giống như Saiga-12.